# Diecezja Ootacamund
Diecezja Ootacamund (łac. Diœcesis Ootacamundensis) – diecezja rzymskokatolicka w Indiach, z siedzibą w Ootacamund. Została utworzona w 1955 z terenu diecezji Mysore.

## Główne świątynie
- Katedra: Katedra Najświętszego Serca Pana Jezusa w Ootacamund

## Ordynariusze
- Antony Padiyara † (1955 - 1970)
- Packiam Arokiaswamy † (1971)
- James Masilamony Arul Das † (1973 - 1994)
- Antony Anandarayar (1997 - 2004)
- Amalraj Arulappan (od 2006)